# Aenigmatopoeus pseudokohli
Aenigmatopoeus pseudokohli är en tvåvingeart som beskrevs av Ronald Henry Lambert Disney 1997. Aenigmatopoeus pseudokohli ingår i släktet Aenigmatopoeus och familjen puckelflugor. Inga underarter finns listade i Catalogue of Life.